# Leandro Zbinden
Leandro José Zbinden (* 30. Juli 2002 in Freiburg im Üechtland) ist ein schweizerisch-brasilianischer Fussballtorhüter.

## Karriere

### Verein
Zbinden begann seine Laufbahn beim FC Plaffeien, bevor er 2014 in die Jugend des FC Fribourg wechselte. Im Sommer 2017 schloss er sich dem BSC Young Boys an. Zur Saison 2020/21 wurde der Torhüter in das Kader der zweiten Mannschaft befördert und absolvierte zwölf Partien in der viertklassigen 1. Liga, ehe die Spielzeit COVID-bedingt vorzeitig beendet wurde. Die Reservemannschaft stieg schliesslich in die Promotion League auf. Im Mai 2021 erhielt er einen bis Sommer 2022 laufenden Profivertrag. Am 15. Dezember 2021 gab er beim 1:1-Remis gegen den FC Basel sein Debüt für die erste Mannschaft in der Super League und war dann nochmals im nächsten Spiel gegen den FC Lugano am 19. Dezember 2021 (5:0-Sieg) in der Startformation. Danach war er nicht mehr im Aufgebot, auch nicht als Ersatz. Er gehört aber weiterhin zum Kader der ersten Mannschaft. Nach anhaltenden Hüftproblemen musste sich Zbinden im Frühling 2022 einer Operation unterziehen. Im Sommer 2022 wurde sein Vertrag um ein Jahr bis Sommer 2023 erneuert.
2023 konnte er als Ersatzspieler den Gewinn des Schweizer Meistertitels feiern.
Seit Anfang 2024 spielt Zbinden bei Étoile Carouge.

### Nationalmannschaft
Zbinden spielte mindestens einmal für die Schweizer U-15-Auswahl.